# 刘芳菲
刘芳菲（1977年10月10日—），女，汉族，黑龙江省哈尔滨人，生于内蒙古，中国电视主持人。现为中央电视台文艺中心国际部节目主持人，中央电视台社教中心文化专题部节目主持人，中华全国青联委员。毕业于吉林大学外国语学院日语系。

## 生平
1977年，刘芳菲出生于内蒙古。1989年，刘芳菲在长春市第一实验小学毕业。1995年，刘芳菲在长春外国语学校毕业，并且被保送入吉林大学外语学院日语系。2001年，刘芳菲在中国中央电视台担任《探索·发现》节目主持人。2002年，刘芳菲担任《极地跨越》节目主持人。2003年，刘芳菲担任《走进非洲》节目主持人。
2006年、2007年、2008年，连续三年主持中央电视台春节联欢晚会。

## 事件
2010年，刘芳菲因国家开发银行原副行长王益受贿案而受牵扯，曾经被中央电视台雪藏。2010年5月，刘芳菲低调复工。
2017年4月21日，香港《苹果日报》引述消息人士证实，丈夫刘希泳（原籍福州）于2016年11月被当局以涉嫌官商勾结为名义调查并关押，2017年3月19日在吉林省延边州检察院受审期间遭逼供致死，时年60岁。吉林当地媒体人对该报透露，由于本案是最高人民检察院指定，由延边州检察院负责，该事件已惊动最高检，当局已派员和吉林省方面一起赴当地调查，并已下令当地媒体一律不得报导此事。涉嫌刑讯逼供致刘希泳死亡的共有九名检察官，全是来自延边州检察院，该案于2018年9月7日在天津一中院开庭受审。庭审日，刘芳菲白裙黑衫，怀抱丈夫遗像端坐法庭。每一个被告人进来，她都站起来高举遗像表达愤怒。
香港《星岛日报》2018年9月8日报道，在审问过程中，以许学哲为组长的9名检察官对刘希泳采取各种方法逼供，包括胶带缠口、钥匙捅脚心、马桶疏通器捅口鼻、双腿绑在前方椅背上等。报道指出，流传的起诉书显示，检察官在4天内只让刘希泳到居住室休息两个小时，其余时间一直约束刘希泳在审讯椅上，且在夜间进行审问。2017年3月19日凌晨，许学哲指刘希泳不正面回答问题，用力向上提刘希泳铐在身后的双手，使其头部向腿部折叠，造成其身体瘫软失去知觉，抢救无效身亡。流传的起诉书又指出，根据公安部的尸检报告，刘希泳胸骨、肋骨有7处骨折，因口鼻受压等因素机械窒息死亡。

## 家庭
丈夫刘希泳是香港富商，经营纺织品服装进出口贸易及房地产生意，拥有香港尖沙咀君怡酒店，2017年死亡。

## 主持节目
- CCTV-3《国际艺苑》 周一 19：30 周二 10：40
- CCTV-8《影视俱乐部》 周日 18:39
- CCTV-音乐《经典》周一--周六 20：10
- 2006年春节联欢晚会

## 奖项
1998年，日本八潮市市长特别奖。
2001年，“荣事达”杯全国电视节目主持人大赛优秀奖和观众推荐奖。